# مساهم ناشط
المساهم الناشط هو المساهم الذي يستخدم حصة ملكية في شركة للضغط على إدارتها. قد تكون حصة صغيرة إلى حد ما (أقل من 10٪ من الأسهم القائمة) كافية لبدء حملة ناجحة. وبالمقارنة، فإن عرض الشراء الكامل هو عملية أكثر تكلفة وصعوبة. تتراوح أهداف المساهمين النشطين من المالية (زيادة قيمة المساهم من خلال التغييرات في سياسة الشركة، وهيكل التموي، وخفض التكالي، وما إلى ذلك) إلى غير المالية إلغاء الاستثمار من بلدان معينة، واعتماد سياسات صديقة للبيئة، إلخ).  يمكن للنشطاء المساهمين معالجة التعامل الذاتي من قبل المطلعين على الشركات، على الرغم من أن كبار المساهمين يمكنهم أيضًا المشاركة في التعامل الذاتي لأنفسهم على حساب الأقلية من المساهمين.